# Hồ Lớn châu Phi

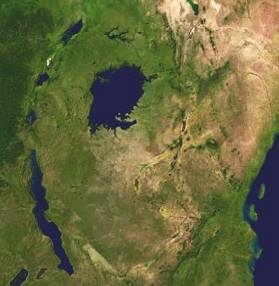
Các Hồ lớn châu Phi và bờ biển Đông Phi nhìn từ không gian. Ấn Độ Dương ở bên phải.

Hệ thống Hồ Lớn châu Phi (màu xanh dương).

Hồ Lớn châu Phi hay Đại Hồ châu Phi là một chuỗi các hồ tạo thành một phần của các hồ Thung lũng Đứt gãy nằm tại và xung quanh Đới tách giãn Đông Phi. Chúng bao gồm hồ Victoria, hồ nước ngọt lớn thứ hai thế giới về diện tích bề mặt; và hồ Tanganyika, hồ lớn thứ hai thế giới về dung tích và cũng là hồ sâu thứ hai thế giới. Thuật ngữ Hồ Lớn cũng được sử dụng, nhưng ít phổ biến.
Các Hồ Lớn châu Phi nằm trong ba lưu vực sông khác nhau, và một số, chẳng hạn như hồ Turkana, có hệ thống thoát nước nội bộ. Các hồ được sắp xếp từ lớn nhất đến nhỏ nhất, có mặt trong hầu hết danh sách về các Hồ Lớn châu Phi:
- Hồ Victoria
- Hồ Tanganyika
- Hồ Malawi
- Hồ Turkana
- Hồ Albert
- Hồ Kivu
- Hồ Edward

Một số cho rằng các Hồ Lớn châu Phi chỉ có bao gồm hồ Victoria, hồ Albert, và hồ Edward, chúng là ba hồ duy nhất thuộc lưu vực sông Nin Trắng. Hồ Kyoga là một phần của hệ thống Hồ Lớn, song nó lại không được coi là một phần của Hồ Lớn do kích thước của nó. Hồ Tanganyika và hồ Kivu đều thuộc lưu vực sông Congo, trong khi hồ Malawi đổ nước vào sông Shire tới Zambezi. Hồ Turkana không có dòng thoát nước ra.
Hai hồ khác gần hồ Tanganyika không xuất hiện trong danh sách mặc dù chúng lớn hơn Edward và Kivu: hồ Rukwa và hồ Mweru.
Bởi thuật ngữ này không rõ ràng, nên nhiều khi các thuật ngữ như Các Hồ Thung lũng Đứt gãy châu Phi hay các Hồ Đông Phi được sử dụng.

## Vùng Hồ Lớn châu Phi
Vùng Hồ Lớn châu Phi cũng là một khái niệm không thật sự rõ ràng. Theo nghĩa hẹp thì nó là khu vực nằm giữa phía bắc Hồ Tanganyika, phía tây Hồ Victoria, và các hồ Kivu, Edward và Albert. Theo nghĩa hẹp, vùng bao gồm các nước Burundi, Rwanda, đông bắc CHDC Congo, Uganda và tây bắc Kenya và Tanzania. Theo nghĩa rộng, vùng mở rộng ra toàn bộ Kenya và Tanzania, song thường không xa về phía nam đến Zambia, Malawi và Mozambique hoặc xa về phía bắc đến Ethiopia, mặc dù bốn nước này giáp với một trong các Hồ Lớn.
Do mật độ dân số và thặng dư nông nghiệp được tổ chức ở mức cao ở một số nước nhỏ, trong đó các chế độ quân chủ mạnh nhất là Rwanda, Burundi, Buganda, và Bunyoro. Do vậy, khác với những vùng còn lại của châu Phi Hạ Sahara, biên giới truyền thống tại đây phần lớn vẫn được các thế lực thuộc địa duy trì.
Việc thám hiểm nguồn của sông Nin đã khiến người ta tìm kiếm tại khu vực trong một thời gian dài, khu vực đã được những người chau Âu quan tâm từ lâu. Những người Âu đầu tiên đến khu vực to là các nhà truyền giáo và họ đã cải đạo thành công cho người dân bản địa một cách hạn chế, song vào giai đoạn thuộc địa về sau việc truyền đạo đã được mở rộng. Liên hệ gia tăng với phần còn lại của thế giới đã đem tới một loạt các dịch bệnh cho cả người và gia súc. Dân số của khu vực đã suy giảm đáng kể, ở một số nơi là 60%. Dân số thời kỳ tiền thuộc địa chỉ được khôi phục vào thập niên 1950. Mặc dù được cho là một vùng có tiềm năng lớn sau khi các quốc gia giành được độc lập, song trong các thập kỉ gần đây, các cuộc nội chiến và xung đột đã ảnh hưởng tiêu cực đến khu vực, người dân tại các khu vực bị ảnh hưởng tồi tệ nhất phải sống trong cảnh nghèo đói cùng cực.